# Helge Rossen-Stadtfeld
Helge Rossen-Stadtfeld (* 1955) ist ein deutscher Rechtswissenschaftler.

## Leben
Von 1974 bis 1979 studierte er Rechtswissenschaft und Philosophie in Tübingen. Nach der zweiten juristischen Staatsprüfung 1983 in Bielefeld und der Promotion 1987 an der Universität Bielefeld (Freie Meinungsbildung durch den Rundfunk. Die Rundfunkfreiheit im Gewährleistungsgefüge des Art. 5 Abs. 1 Grundgesetz) war er von 1988 bis 1991 wissenschaftlicher Mitarbeiter beim Bundesverfassungsgericht. Nach der Habilitation 1998 in Bielefeld (Vollzug und Verhandlung. Die Modernisierung des Verwaltungsvollzugs) vertrat er von 1998 bis 2000  Lehrstühle in Trier, Bielefeld und Frankfurt an der Oder. 2000 übernahm er die Professur für öffentliches Recht an der Fakultät für Wirtschafts‑ und Organisationswissenschaften der Universität der Bundeswehr München. Von 2004 bis 2005 war er Fellow am Wissenschaftskolleg zu Berlin.

## Schriften (Auswahl)
- Freie Meinungsbildung durch den Rundfunk. Die Rundfunkfreiheit im Gewährleistungsgefüge des Art. 5 Abs. 1 GG. Baden-Baden 1988. ISBN 3-7890-1544-X.
- Vollzug und Verhandlung. Die Modernisierung des Verwaltungsvollzugs. Tübingen 1999. ISBN 3-16-147176-8.
- Funktion und Bedeutung des öffentlich-rechtlichen Kulturauftrags im dualen Rundfunksystem. Köln 2005. ISBN 3-934156-95-9.
- Audiovisuelle Bewegtbildangebote von Presseunternehmen im Internet: Presse oder Rundfunk? Rechtsgutachterliche Stellungnahme. Baden-Baden 2009. ISBN 978-3-8329-4713-2.